# مارتن فورد (ممثل)
مارتن فورد (بالإنجليزية: Martyn Ford)‏ هو ممثل ولاعب كمال أجسام بريطاني ولد بتاريخ 26 ماي 1987.

## أعماله
أبرز أعماله هو فيلم بويكا لا يقهر.

## وصلات خارجية
- مارتن فورد (ممثل) على موقع IMDb (الإنجليزية)
- مارتن فورد (ممثل) على موقع قاعدة بيانات الفيلم (الإنجليزية)

صفحته على IMDb